# Подосоє (Руновичі)
Подосоє (хорв. Podosoje) — населений пункт у Хорватії, у Сплітсько-Далматинській жупанії у складі громади Руновичі.

## Населення
Населення за даними перепису 2011 року становило 40 осіб.
Динаміка чисельності населення поселення:

## Клімат
Середня річна температура становить 12,85 °C, середня максимальна – 27,55 °C, а середня мінімальна – -1,71 °C. Середня річна кількість опадів – 926 мм.
| Клімат поселення                              | Клімат поселення | Клімат поселення | Клімат поселення | Клімат поселення | Клімат поселення | Клімат поселення | Клімат поселення | Клімат поселення | Клімат поселення | Клімат поселення | Клімат поселення | Клімат поселення | Клімат поселення |
| Показник                                      | Січ.             | Лют.             | Бер.             | Квіт.            | Трав.            | Черв.            | Лип.             | Серп.            | Вер.             | Жовт.            | Лист.            | Груд.            |                  |
| Середній максимум, °C                         | 8,31             | 9,08             | 12,80            | 16,85            | 21,44            | 25,35            | 27,55            | 27,46            | 22,33            | 17,64            | 12,29            | 9,22             |                  |
| Середня температура, °C                       | 3,30             | 4,07             | 7,78             | 11,85            | 16,42            | 20,34            | 23,22            | 23,12            | 18,00            | 13,31            | 7,95             | 4,88             |                  |
| Середній мінімум, °C                          | −1,71            | −0,94            | 2,76             | 6,84             | 11,42            | 15,33            | 18,88            | 18,79            | 13,67            | 8,97             | 3,64             | 0,55             |                  |
| Норма опадів, мм                              | 82               | 72               | 74               | 79               | 63               | 60               | 42               | 55               | 75               | 102              | 119              | 103              |                  |
| Середньомісячна швидкість вітру, м/с          | 2.38             | 2.78             | 2.94             | 2.72             | 2.42             | 2.18             | 2.21             | 2.04             | 2.22             | 2.25             | 2.72             | 2.76             |                  |
| Середньомісячна сонячна радіація, кДж/м²·день | 5582             | 8255             | 11974            | 16165            | 19918            | 22657            | 24441            | 21629            | 16162            | 10472            | 6091             | 4734             |                  |
| --------------------------------------------- | ---------------- | ---------------- | ---------------- | ---------------- | ---------------- | ---------------- | ---------------- | ---------------- | ---------------- | ---------------- | ---------------- | ---------------- | ---------------- |
| Джерело:                                      |                  |                  |                  |                  |                  |                  |                  |                  |                  |                  |                  |                  |                  |